# Autoestrada A16 (Itália)
A Autoestrada A16 é uma autoestrada da Itália, que conecta Nápoles a Canosa. Com seus 172.5 km de extensão, ela é também conhecida como Autostrada dei Due Mari, porque serve como ligação entre a costa Tirrênica e a costa Adriática do país. Atualmente, é gerida pela sociedade Autostrade per l'Italia, e pertence à rede de estradas europeias, fazendo parte do traçado da E842.
Originalmente denominada A17, junto com o trecho entre Canosa e Bari, teve sua numeração reconsiderada e trocada após a inauguração de um segmento de autoestrada entre Lanciano e Canosa. A partir disso, foi decidido integrar a rodovia entre essa última e a capital da região da Apúlia ao traçado do que viria a ser a atual A14, transformando o trecho restante em A16.

## Rota
| NAPOLI - CANOSA Autostrada dei due mari |                                                                                       |       |       |           |                |
| Tipo                                    | Indicazione                                                                           | ↓km↓  | ↑km↑  | Provincia | Strada europea |
|                                         | Milano - Napoli                                                                       | 0     | 172,5 | NA        |                |
|                                         | Area di servizio "Vesuvio"                                                            | 4     | 168   | NA        |                |
|                                         | Pomigliano d'Arco                                                                     | 7     | 165   | NA        |                |
|                                         | Barriera Napoli est                                                                   |       |       | NA        |                |
|                                         | Caserta - Salerno                                                                     | 16    | 156   | NA        |                |
|                                         | Tufino                                                                                | 22,5  | 149,5 | NA        |                |
|                                         | Baiano                                                                                | 26    | 146   | AV        |                |
|                                         | Avellino ovest                                                                        | 41    | 131   | AV        |                |
|                                         | Area di servizio "Irpinia"                                                            | 44    | 128   | AV        |                |
|                                         | Avellino est Salerno Reggio Calabria                                                  | 49    | 123   | AV        |                |
|                                         | Benevento                                                                             | 68    | 104   | AV        |                |
|                                         | Area di servizio "Mirabella"                                                          | 77    | 95    | AV        |                |
|                                         | Grottaminarda                                                                         | 81    | 91    | AV        |                |
|                                         | Vallata                                                                               | 104   | 68    | AV        |                |
|                                         | Area di servizio "Calaggio"                                                           | 106   | 66    | AV        |                |
|                                         | Lacedonia                                                                             | 111   | 61    | AV        |                |
|                                         | Candela Bradanica - Foggia - Gravina - Matera Potenza-Melfi - Melfi - Potenza Bologna | 128   | 44    | FG        |                |
|                                         | Area di servizio "Torre Alemanna"                                                     | 137   | 35    | FG        |                |
|                                         | Area di servizio "Ofanto"                                                             | 153   | 19    | FG        |                |
|                                         | Cerignola ovest                                                                       | 160   | 12    | FG        |                |
|                                         | Bologna - Taranto                                                                     | 172,5 | 0     | FG        |                |